# Jean-Francis Held
 (août 2007).
Pour les articles homonymes, voir Held.
Jean-Francis Held, né le 9 juillet 1930 à Paris 8e et mort le 22 mai 2003 à Paris 9e, est un journaliste français.
D'abord grand reporter à Libération, à la télévision française puis au Nouvel Observateur, il devient, en 1966, rédacteur en chef adjoint à L'Express puis chargé de la rubrique Société-Vie moderne de 1979 à 1981. Il est ensuite codirecteur de la rédaction des Nouvelles en 1983, codirecteur de la rédaction en 1984, puis conseiller de la direction en 1990. Enfin, il occupe le poste d'éditorialiste de 1992 à 1995 pour L'Événement du jeudi, puis de journaliste au service France de l'hebdomadaire Marianne à compter de 1997.

## Biographie

### Famille et formation
Jean-François Held est le fils du psychanalyste René Held (1897-1992) et d'Alice Colleye. Ses parents divorcent puis, sa mère se remarie en 1935 avec le scénariste et cinéaste Carlo Rim (1902-1989).
Il obtient une licence en lettres à La Sorbonne et milite au PCF à partir de 1952.

### Journalisme

#### Libération: 1955-1964
Il commence sa carrière journalistique à Franc-Tireur. Puis il rejoint L’Humanité, L’Humanité Dimanche, avant de participer au journal Libération du milieu des années 1950 à la disparition du journal en 1964. En 1960, il quitte le PCF et publie L’Affaire Moumié (éditions Maspero, 1961). Il s'intéresse à la question du racisme et rédige Les Français et le racisme (Payot) avec le concours du MRAP.

#### Le Nouvel Observateur: 1964-1979
Au début de 1964, il entre au Nouvel Observateur. Consacrant l’essentiel de ses articles aux rapports de l’homme moderne aux voitures, il atteint une certaine notoriété avec son article du 28 janvier 1965 « L'homme à la DS ». Après avoir rassemblé ses articles dans un livre publié en 1967, Je roule pour vous (Le Seuil), il décrypte d’autres phénomènes sociaux : la drogue, le sport, le rapport aux autres.
Recourant à la psychanalyse, il se fait remarquer par sa manière de décrypter les modes dans un style insolent et ironique sans être sarcastique. Il réussit à donner du sens aux détails anodins et à les inscrire dans les tendances de la société. Innovant dans un journalisme « de capteur-décrypteur de l'air du temps », il est de « ceux qui ont le plus contribué à donner [au] journal son ton, sa couleur et son originalité. »
S’imposant au service « Notre époque » du Nouvel Observateur après le retour d’Olivier Todd en juin 1970, il laisse la direction à ce dernier et la coordination à François Paul-Boncour, puis à Christiane Duparc.
Il reste éloigné des débats intellectuels sauf pour se faire l’écho de la cause des femmes et de l’avortement. Il interviewe Françoise Giroud en avril 1979 et, le même mois, dénonce la condition féminine en Iran : « Toutes voilées ! » (2 avril 1979). Ce pays est, avec l’Afghanistan, un des rares pays dont il traite en dehors de la péninsule indochinoise.
De plus en plus, les sujets étrangers l'intéressent et, durant l’hiver 1978-1979, il relate les témoignages de réfugiés du Cambodge dans son premier grand reportage, « Les naufragés de la révolution », et dans des dossiers comme « Indochine : l’autre holocauste » (25 juin 1979) et « Laos : au nom de Marx et de Bouddha » (5 février 1979) ou des articles sur « Le Vietnam entre deux guerres » (16 octobre 1978).
Il traite aussi de politique intérieure et publie un recueil d’entretiens, Si la gauche l'emportait, en 1977, avec des personnalités de tous bords

#### L'Express: 1979-1983
En juin 1979, il accepte la proposition d’Olivier Todd de prendre la tête de la rubrique « Société-vie moderne » de L'Express.
Il publie un livre sur le tourisme de masse, Dix ans d'histoire des Français en vacances et en voyage (Ramsay, 1979).
Il s’intéresse aussi au conflit israélo-arabe avec  La Déchirure. Voyage au cœur d'Israël (Ramsay, 1983).
En 1983, il quitte l'Express pour la codirection de la rédaction des Nouvelles, puis, en 1984, celle de l'Événement du jeudi où il est éditorialiste.

### Romancier
Il est l'auteur de romans : Le Grand Arc oriental, Les Nouvelles Amours de Troïle et Cresside.

### Mort et hommage
Mort en mai 2003, il appartenait, selon Jean-François Kahn à « cette génération très cultivée, très littéraire » de « journalistes écrivains ».

## Sources
Sa contribution à l’ouvrage de M. Achard, Les Années 60 en noir et blanc, Paris, A.-M. Métaillié, p. 61-78, offre un bilan de sa carrière journalistique.